# Rohrbach-Formation
Die Rohrbach-Formation (traditionell auch Rohrbacher Konglomerat oder Ternitzer Konglomerat) ist eine lithostratigraphische Gesteinseinheit des oberen Miozäns und unteren Pliozäns (höchstes Pannonium bis Dazium) des südlichen Wiener Beckens im Rang einer Formation.

## Geographische und stratigraphische Verbreitung
Die Rohrbach-Formation ist auf den Südwestzipfel des Wiener Beckens (Steinfeld) beschränkt. Typlokalität und Namensgebend ist der Steinbruch Rohrbach (47° 43′ 45″ N, 16° 03′ 10″ O) bzw. der Ternitzer Ortsteil Rohrbach am Steinfelde, wo die Formation eine Mächtigkeit von knapp 13 m erreicht (in einigen Bohrungen hingegen mindestens 65 m).
Die Formation ist die jüngste prä-pleistozäne Gesteinseinheit des Wiener Beckens. Sie lagert diskordant den feinkörnigeren Sedimenten der Unteren Neufelder Schichten (tieferes Pannonium) auf und wird von plio-pleistozänen fluviatilen Schottern und Kiesen der Mitterndorfer Senke überlagert oder ist ohne Hangendkontakt, mit pliozänen bis rezenten Bodenbildungen im jüngsten Anstehenden. Lateral verzahnt sie sich mit den Oberen Neufelder Schichten in ihrem unteren und mit den Würflacher Wildbachschottern in ihrem oberen Abschnitt.

## Lithologien und Ablagerungsmilieu
Die Rohrbach-Formation umfasst in ihrer Typlokalität überwiegend rötlich-gelbe Konglomerate mit kantengerundeten bis gut gerundeten Geröllen, die aus Gesteinen der benachbarten Alpenregionen bestehen (vorwiegend Kalkstein, Dolomit und Sandstein, untergeordnet auch Gneis, Quarzit, Phyllit und weiteres Kristallin). Typisch sind sogenannte Gerölleichen, das heißt von Geröllen hinterlassene, mit Calcit verfüllte Hohlräume in der sandig-siltigen Matrix. Den Konglomeraten zwischengelagert sind gelblich bis bräunliche karbonat- und quarzreiche, teils schräggeschichtete Sandsteine (teils als Kalkarenite, teils als karbonatreiche Litharenite oder karbonatreiche lithische Wacken ausgebildet) sowie in geringen Teilen hellbraune Silt- und graue und dunkelbraune Tonsteine.
Die Rohrbach-Formation repräsentiert einen fluviatilen Schüttungskörper (Schwemmkegel), der ab dem späten Miozän vom Alpenrand ausgehend ins südliche Wiener Becken vorgebaut wurde. Die Ablagerung der Konglomerate erfolgte durch schnell strömendes Wasser eines Flusses mit verflochtenen Armen („Braided River“) und/oder periodisch durch große Mengen strömendes Wasser in jeweils sehr kurzer Zeit (Alluvialfächersedimentation). Die feinkörnigeren Schichten gehen auf einen Fluss mit verflochtenen Armen in Zeiten geringerer Wasserführung oder geringeren Gefälles zurück. Silt- und Tonsteine repräsentieren vermutlich Hochwasserablagerungen („Overbank Deposits“), die in relativ reliefarmem Terrain in stehendem Wasser zur Ablagerung kamen.